# Gare de Plouharnel - Carnac
Gare de Plouharnel - Carnac vasútállomás Franciaországban, Plouharnel településen.

## Vasútvonalak
Az állomást az alábbi vasútvonalak érintik:
- Auray–Quiberon-vasútvonal

## Kapcsolódó állomások
A vasútállomáshoz az alábbi állomások vannak a legközelebb:
- Gare de Belz - Ploemel (Gare d’Auray, Auray–Quiberon-vasútvonal)
- Halte des Sables-Blancs (Gare de Quiberon, Auray–Quiberon-vasútvonal)